# Fettuccia (alpinismo)
La fettuccia è una striscia (o un tubolare) di tessuto sintetico utilizzata in attività di montagna come arrampicata, alpinismo e speleologia.

## Tipi
Le fettucce possono essere di due tipi:
- piatte: una semplice striscia di tessuto
- tubolari: un vero e proprio tubo tessuto, appiattito in maniera da apparire e comportarsi come una striscia semplice

Per entrambe le tipologie, in commercio si possono trovare molti sottotipi di fettucce di diversa lunghezza e tenuta.

## Utilizzo
L'utilizzo della fettuccia è equivalente a quello dei cordini, fatta eccezione per i nodi autobloccanti (Prusik e Machard). 
L'uso in sosta è sconsigliato, in quanto le fettucce, sovrapponendosi ad alcune parti del moschettone, portano ad un indebolimento in caso di sollecitazione delle stesse.
In passato la tenuta era resa evidente, sulla fettuccia, da un numero variabile di strisce colorate ("fili spia"), ciascuna indicante una resistenza nominale di 500 daN, di colore ben distinguibile dal fondo colorato, che la percorrevano totalmente in lunghezza. Oggi questa tecnica visiva è stata in parte abbandonata preferendo l'affidarsi alle fettucce pretagliate e precucite, con valore di tenuta espresso direttamente sull'etichetta.
Come il cordino, la fettuccia viene spesso utilizzata chiusa ad anello; si possono trovare in commercio anelli di fettuccia già pronti, realizzati per cucitura, oppure fettuccia "sciolta" da annodare. In quest'ultimo caso il nodo da utilizzare è l'asola ripassata; le estremità di fettuccia che avanzano dal nodo devono essere di almeno 5 cm, ed il nodo deve essere ben serrato, stringendo a due a due i quattro capi che lo formano.
Tranne in rari casi, le fettucce cucite sono da preferire a quelle da annodare, in quanto le prime, non presentando l'indebolimento che provocherebbe il nodo, resistono circa il 25% in più delle altre. Esse devono avere un'etichetta con riportato il carico di rottura (che deve sempre essere superiore a 2200 daN), ed il filo della cucitura di chiusura deve essere sempre ben visibile.